# 별거
별거(別居, 영어: legal separation, judicial separation, separate maintenance, divorce a mensa et thoro, divorce from bed-and-board)는 부부와 자녀 등 가족이 원래는 함께 살아야 하지만 따로 사는 상황을 말한다. 반대말은 동거이다.

## 개요
별거의 주요한 요인으로, 부부 사이가 불화일때의 이유를 들 수 있다. 별거하게 된 부부가 이혼에 이르는 경우도 있으며, 다시 재결합하는 경우도 있다. 연예인을 비롯한 유명인의 별거 관련 화제는 대중들의 가십거리이며, 이러한 보도가 종종 언론을 통해 나온다.

## 같이 보기
- 이혼숙려제도
- 중년위기
- 황혼이혼